# Fiat Fastback (prototipo)
Il Fiat Fastback è un concept car di SUV con carrozzeria stile coupé prodotto dalla filiale brasiliana della casa automobilistica italiana FIAT nel 2018.

## Il contesto
Il prototipo Fiat Fastback viene presentato al Salone dell'automobile di San Paolo in Brasile nel 2018. Si tratta di un concept di SUV di segmento C con carrozzeria cinque porte coupé con tetto discendente e coda tronca (da cui il nome Fastback) realizzato dalla filiale brasiliana del gruppo Fiat Chrysler Automobiles. La vettura è stata disegnata dal Centro Stile Fiat LATAM di Betim guidato da Peter Fassbender e secondo le dichiarazioni di Herlander Zola (direttore commerciale delle attività brasiliane del gruppo in Sud America) preannuncia i futuri canoni stilistici delle vetture a marchio Fiat destinate al mercato sud americano.

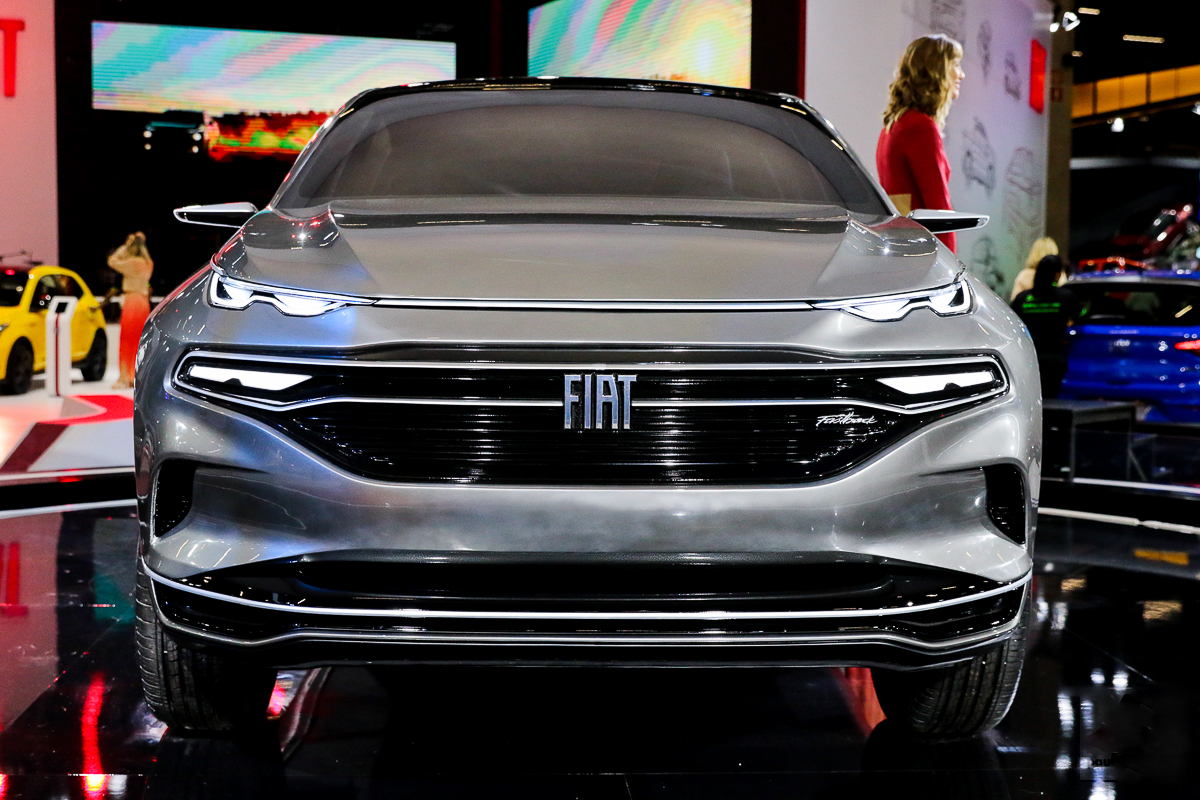
Il frontale con il logo FIAT a caratteri cubitali

La base di partenza è stata la piattaforma Small US Wide adottata dai modelli Fiat Toro e Jeep Compass di seconda generazione prodotti in Brasile; proprio dal Fiat Toro la vettura eredita il family feeling del frontale nel particolare i richiami sono evidenti nella forma della calandra molto ampia e nei fanali a LED di dimensioni molto compatte sdoppiati su due livelli. Il marchio Fiat è presente nella forma a caratteri cubitali inglobato nella calandra anteriore (sul Toro invece è presente nella forma classica circolare inglobato nei baffi cromati della mascherina superiore). La fiancata presenta i passaruota squadrati come sul Toro e sul Compass e due nervature di cui quella superiore raccordata ai fanali posteriori che intercorre lungo tutto il portellone e si ricongiunge all'altra fiancata (effetto Wrap Around).
La coda e il tetto discendente caratterizzano le forme della carrozzeria da coupé con il lunotto molto inclinato e il baule sagomato in modo da formare un accenno di spoiler. I fari posteriori sono a LED.
La carrozzeria è lunga 4,60 metri, larga 2,045 metri e alta 1,610 metri con un passo di 2,695 metri. Essendo solo un prototipo di stile statico (composto da circa 60 componenti) non vengono forniti informazioni sulla meccanica e le motorizzazioni. Il logo Fiat, le cornici dei fari e altri elementi minori sono stati stampati in 3D.
L'interno della Fastback è stato disegnato da Rafael Peixoto e presenta una plancia futurista con un ampio tunnel centrale, strumentazione totalmente digitale e tablet per il sistema di infotainment. Il tunnel è collegato alla plancia superiore tramite i comandi touchscreen del climatizzatore. Sono assenti tasti e comandi fisici in quanto integrati nel sistema multimediale.
Durante la presentazione della vettura i designer hanno dichiarato che la vettura anticipa un futuro modello di SUV destinato al mercato Sud Americano (previsto anche nel piano industriale presentato dal gruppo FCA nel giugno 2018).